# IC 3119
IC 3119 ist eine Spiralgalaxie vom Hubble-Typ S pec? im Sternbild Coma Berenices am Nordsternhimmel. Sie ist schätzungsweise 303 Millionen Lichtjahre von der Milchstraße entfernt.
Das Objekt wurde am 23. März 1903 von Max Wolf entdeckt.